# Тоава, Исайя
Исайя Тоава (англ. Isaia Toeava, родился 15 января 1986 в Мото'Отуа) — новозеландский регбист, игрок французского клуба «Клермон Овернь»

## Биография

### Ранние годы
Тоава окончил Колледж Де Ла Салль в Манджер-Ист, в составе школьной команды по регби он играл с Таниэлой Моа. За свою карьеру он играл на разных позициях: в центре, на фланге и как фуллбэк. С 2005 года он выступает за команду Окленда в первенстве провинций. В 2004 году, будучи игроком в регби-7, он выиграл молодёжный чемпионат Окленда с командой «Марист» под руководством Питера Таббери, выступая во второй линии. В первенстве Супер 14 на драфте он был выбран клубом «Харрикейнз» в 2006 году, однако попал в 2007 году в команду «Блюз», где и раскрыл свой потенциал.

### Клубная
В 2007 году Исайя оформил четыре попытки в матчах за «Блюз» и набрал также дополнительные очки, реализуя штрафные удары. Он был номинантом на звание Игрока года по версии Rebel Sport. В июле 2012 года он подписал двухлетнее соглашение с японским клубом «Кэнон Иглз» из Токио.
После выступлений за японские «Кэнон Иглз» и «Кубота Спирс» перешёл в марте 2016 года в «Клермон Овернь» на правах медицинского джокера, в сезоне 2016/2017 помог клубу выиграть чемпионат Франции, хотя получил травму руки и пропустил конец сезона.

### В сборной
Тоава играл ранее за сборную по регби-7. В 2005 году он выступал в сборной до 19 лет и был выбран лучшим молодым игроком года. В том же году его неожиданно включили в состав сборной в рамках турне Grand Slam, однако по причине отсутствия опыта выступлений в турнире Супер 14 и всего восьми игр за провинцию это решение многие не поддержали. В сборной он играл на позиции флай-хафа в первой линии. Один из его первых матчей был против Австралии, который новозеландцы проиграли, и в поражении обвинили Исайю и Стивена Дональда. Однако спустя две недели он перешёл на правый фланг и восстановил свою репутацию, отметившись двумя реализованными попытками и несколькими прорывами. Включение Тоавы в сборную было одним из многочисленных странных решений Грэма Генри как тренера сборной.
В 2010 и 2011 годах Исайя был игроком центра в составе сборной — на этой позиции сменились множество игроков, особенно после ухода Таны Умаги и травм Конрада Смита. В 2011 году на Кубке трёх наций Тоава сыграл два финальных матча, однако не набрал ни единого очка. На чемпионате мира 2011 года, победном для новозеландцев, Исайя провёл одну игру (первый матч против Тонга), в котором его попытка не была засчитана по причине того, что Тоава заступил за боковую линию.

## Известные достижения
- Лучший молодой регбист Новой Зеландии и мира: 2005
- Сыграл все матчи в первом сезоне Супер 14 за «Харрикейнз».
- Две набранные попытки в первом матче чемпионата Новой Зеландии 2005 за «Окленд»
- Набрал 62 очка на чемпионате мира до 19 лет в ЮАР в 2005 году: пять попыток и 37 очков с игры (дроп-голы и штрафные).